# Teodor Axentowicz
Teodor Axentowicz (örményül: Թեոդոր Աքսենտովիչ; Brassó, 1859. május 13. – Krakkó, 1938. augusztus 26.) örmény származású lengyel festő, illusztrátor és grafikus, a Krakkói Képzőművészeti Akadémia professzora és rektora. Képzőművészként híres volt portréiról és a huculok életét bemutató, a Kárpátokban játszódó finom jeleneteiről.

## Élete
Lengyel-örmény felmenőkkel rendelkező családban született. 1893-ban Chelsea-ben feleségül vette Iza Henrietta Gielgudot (John Gielgud nagynénjét). Egy fia született, Philip.
1879 és 1882 között a Müncheni Képzőművészeti Akadémián tanult. Innen Párizsba utazott, ahol Carolus-Duran tanítványaként 1895-ig folytatta a tanulmányait. Ez idő alatt különböző folyóiratokkal működött együtt, valamint Tiziano és Botticelli műveit másolta a Le Monde illustré számára. Számos utazást tett Londonba és Rómába is, ahol elkészített egy portrésorozatot, pályafutása egyik első műveit.
1894-ben Wojciech Kossakkal és Jan Stykával a lengyel művészet történetének egyik legnagyobb panorámaképét, Racławicei körképet készítették. A következő évben Krakkóba költözött, ahol a helyi Képzőművészeti Akadémia professzora lett. A helyi társadalomban is aktívan tevékenykedett, és együttműködött különböző, a művészetekkel kapcsolatos társaságokkal. 1897-ben művészeti konzervatóriumot alapított nők számára, és nem sokkal később a Sztuka társaság egyik alapítója lett, amelynek olyan művészek voltak a tagjai, mint Józef Chełmoński, Julian Fałat, Jacek Malczewski, Józef Mehoffer, Jan Stanisławski, Włodzimierz Tetmajer, Leon Wyczółkowski és Stanisław Wyspiański.
1910-ben az Akadémia rektora lett, 1928-tól pedig a Zachęta Társaság tiszteletbeli tagja is.
1938. augusztus 26-án halt meg Krakkóban, a Rakowicki temetőben nyugszik.
Életében számos kiállítása volt Lengyelországban és külföldön egyaránt. Számos aranyérmet kapott mind a hazai, mind a nemzetközi kiállításokon. A legjelentősebbeket a következő helyeken rendezték meg: Berlin (1896, 1913), Saint Louis (1904), München (1905, 1935), London (1906), Bécs (1908), Róma (1911), Velence (1914, 1926), Párizs (1921), Chicago (1927) és Prága (1927). Festményei szinte valamennyi lengyelországi közgyűjteményben, valamint számos ottani és külföldi magángyűjteményben megtalálhatók.

## Képgaléria

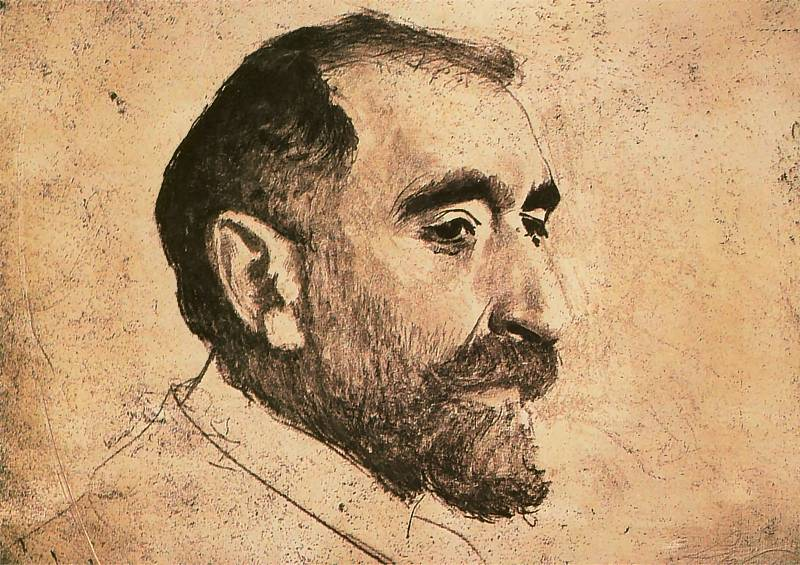
Önarckép 1907-ben
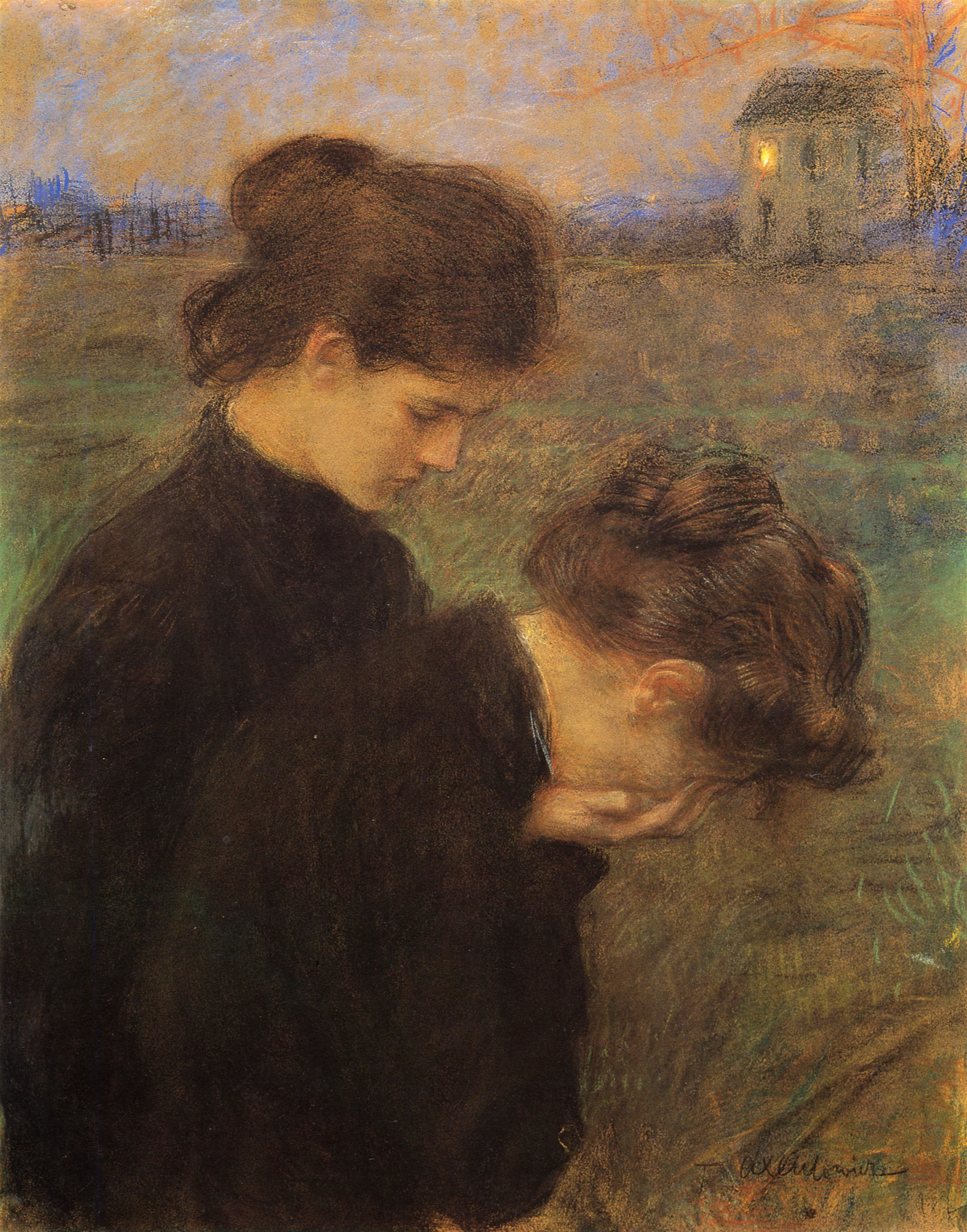
A nyomor terhe alatt
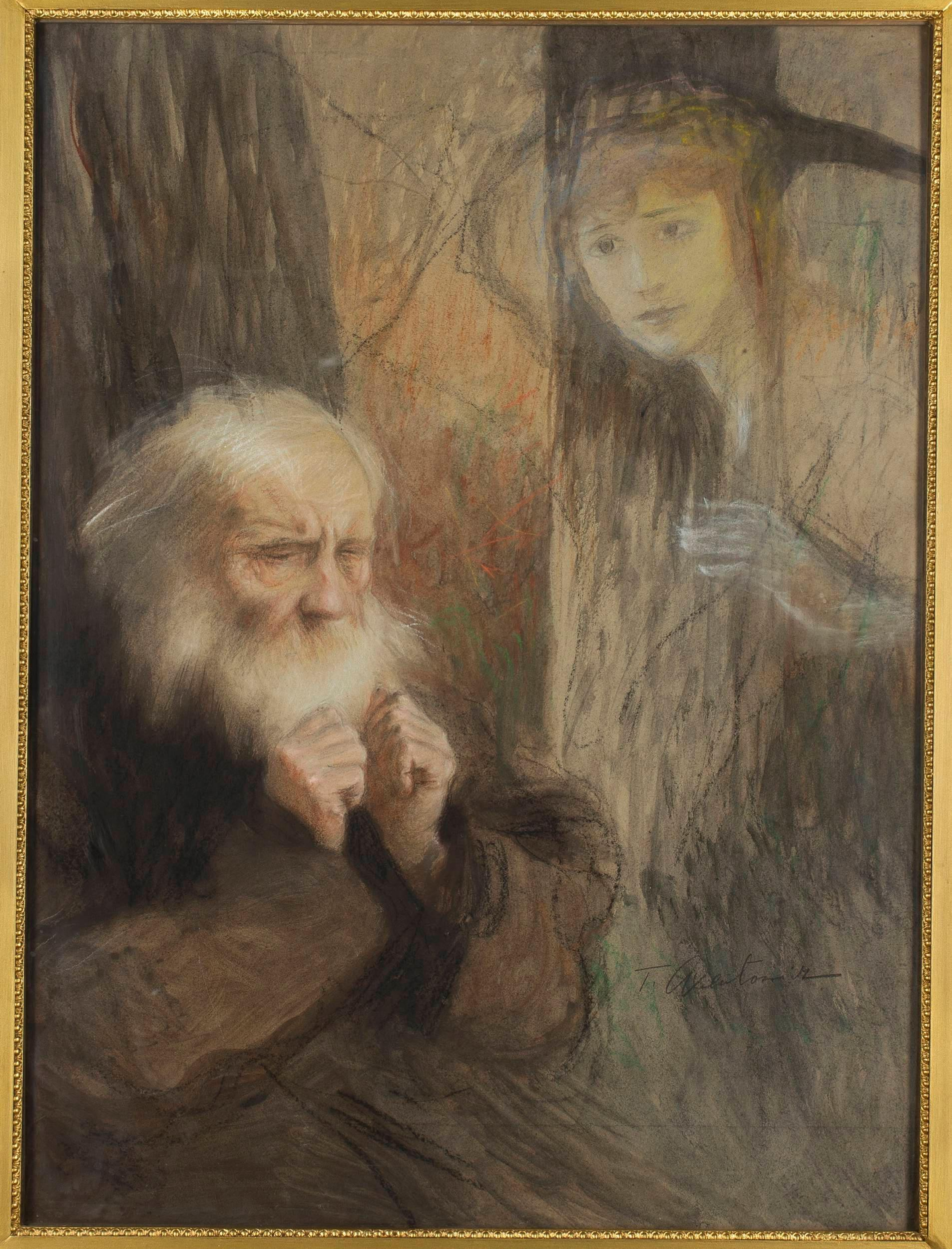
Öregség és fiatalság
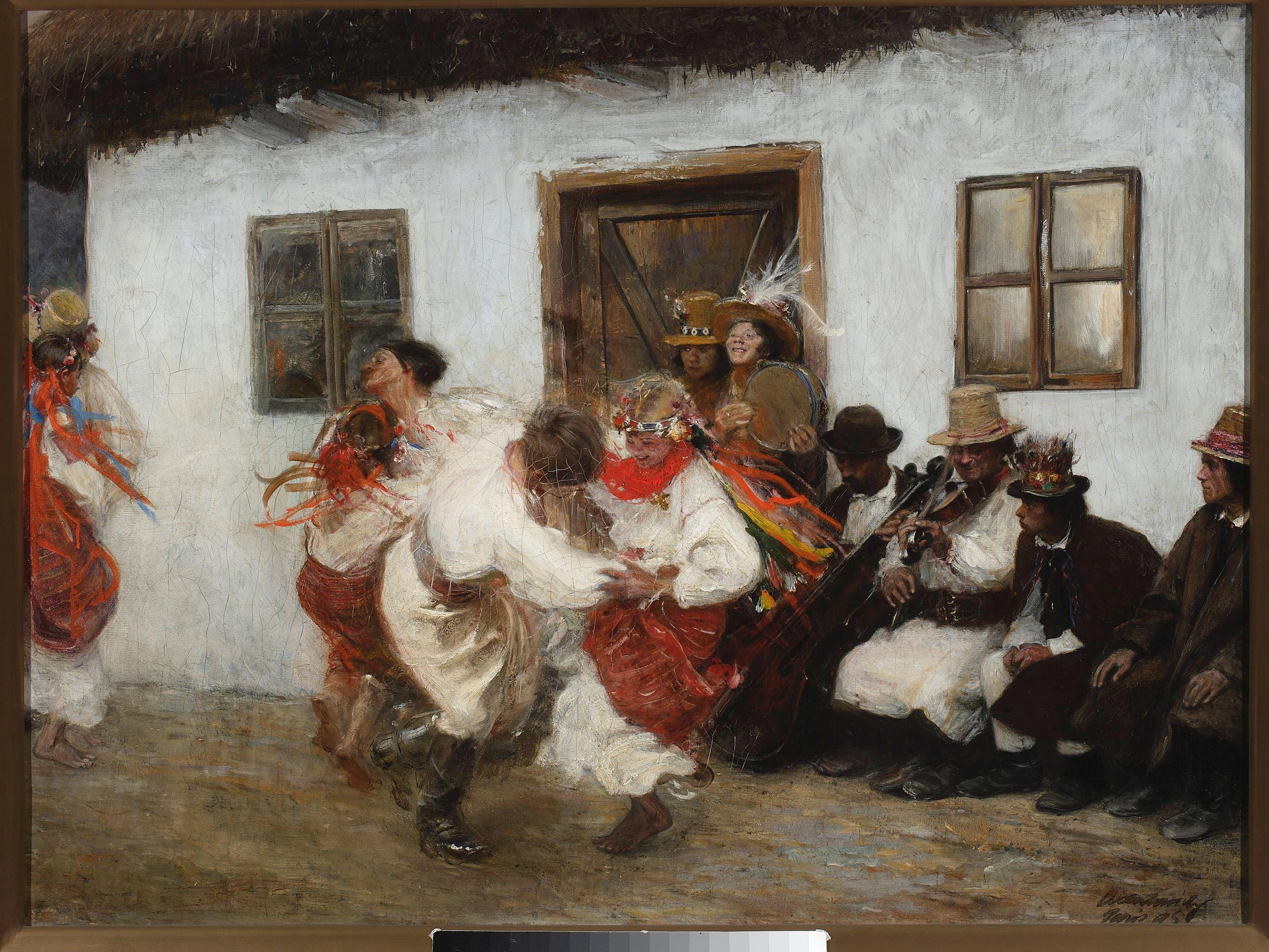
Kolomyjka
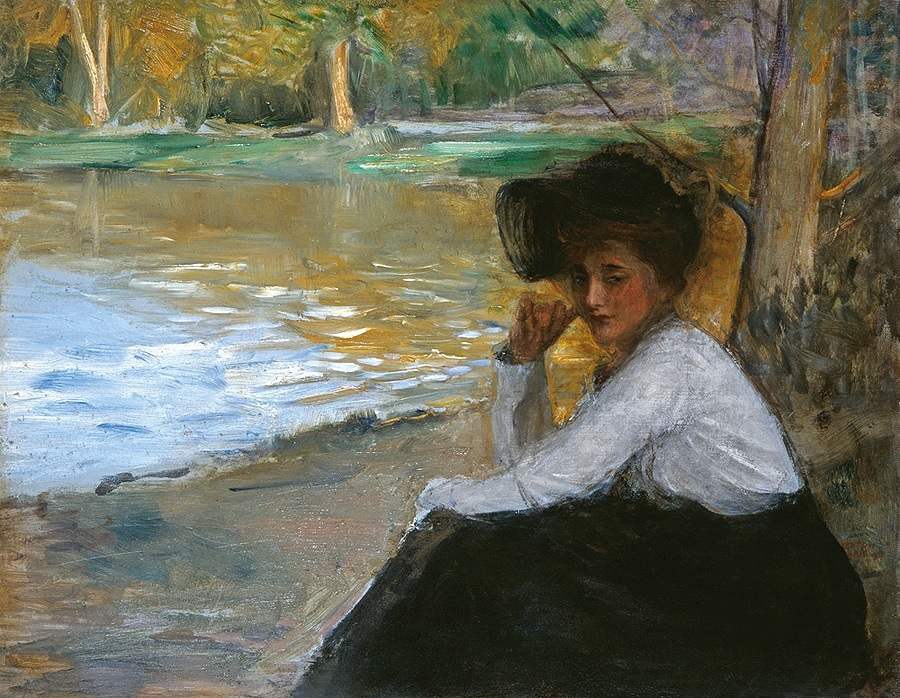
Hölgy a parkban (1899)
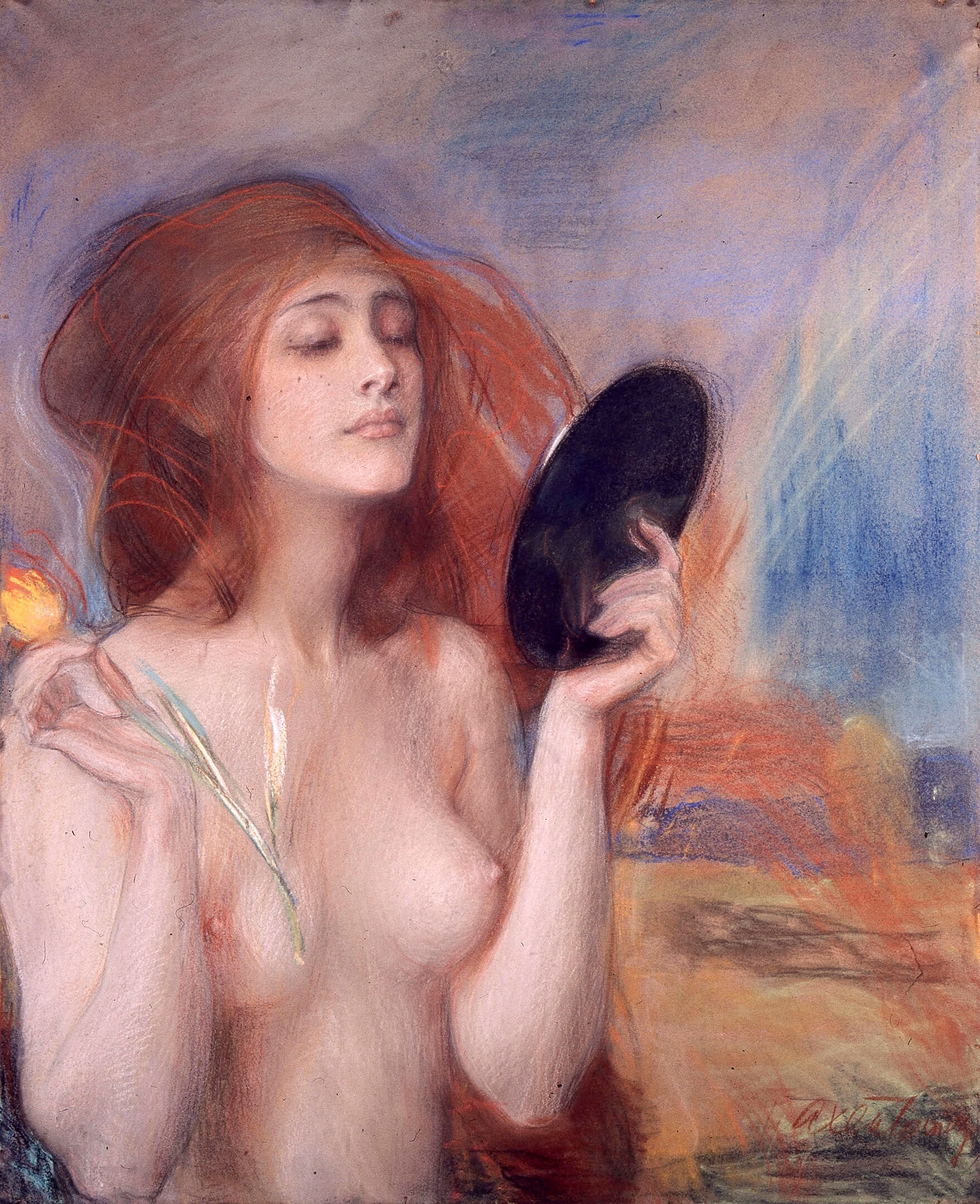
Tavasz (1900)
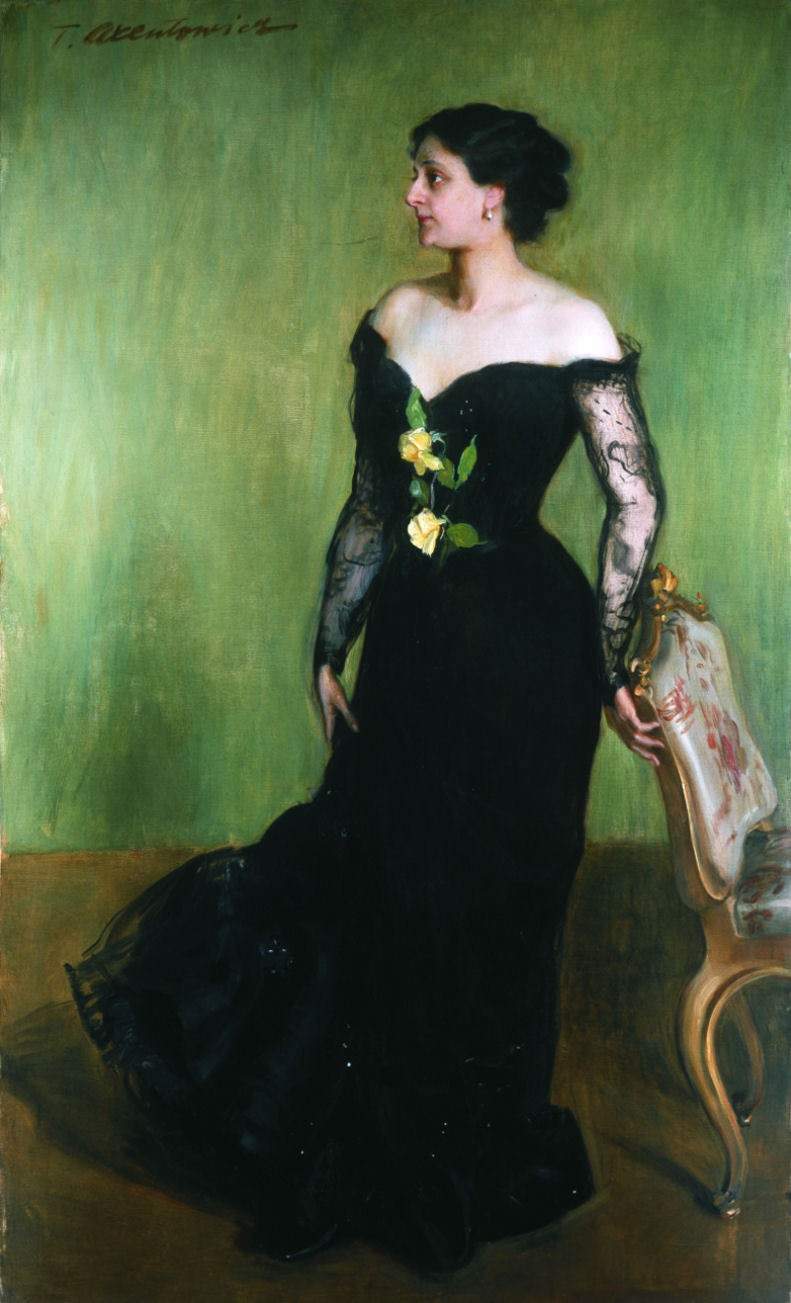
Janina Poznańska (1910 körül)
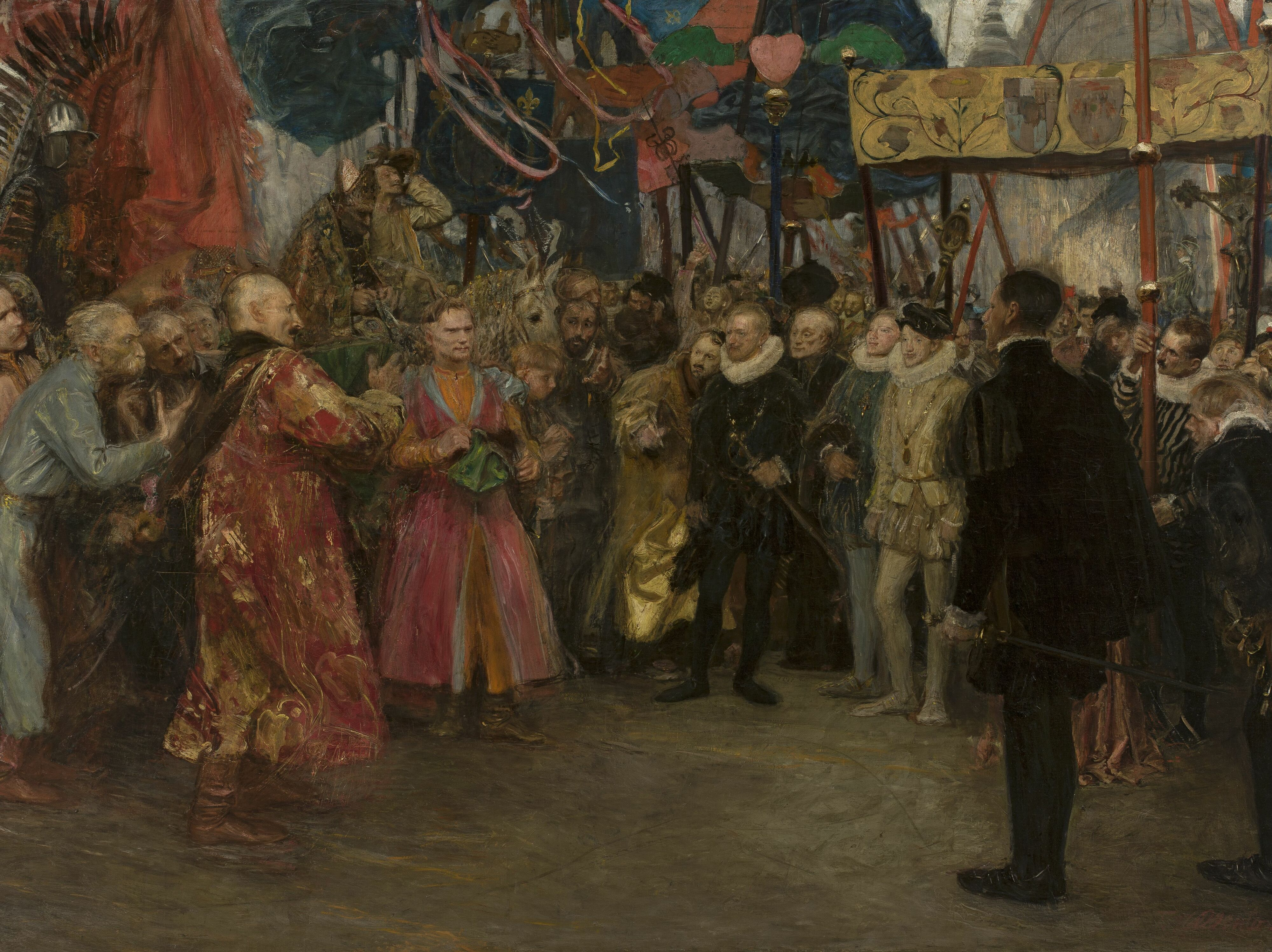
A lengyel követség Henryk Walezyvel (1910)

## Fordítás
- Ez a szócikk részben vagy egészben  a   Teodor Axentowicz című angol Wikipédia-szócikk ezen változatának fordításán alapul.  Az eredeti cikk szerkesztőit annak laptörténete sorolja fel. Ez a jelzés csupán a megfogalmazás eredetét és a szerzői jogokat jelzi, nem szolgál a cikkben szereplő információk forrásmegjelöléseként.